# Steinar Hoen
Steinar Breidsvoll Hoen, född 8 februari 1971 Oslo, Norge, är en före detta norsk friidrottare med höjdhopp som specialgren.  

## Idrottskarriären
Hoen vann Europamästerskapet 1994, segerresultatet 2,35 m var fram till 9 augusti 2006 (på dagen 12 år) mästerskapsrekord för EM. Rekordet slogs av Andrej Silnov på EM 2006, då denne hoppade 2,36 m. 
Hoen deltog i två olympiska spel. 1992 i Barcelona blev det en 15:e plats i kvaltävlingen. Han rev ut sig på 2,26 m och gick därmed inte till finalen. Bättre gick det fyra år senare vid OS i Atlanta, då han blev 5:a på resultatet 2,32.
Den 1,92 m långe Hoen har ett personligt rekord, på 2,36 m, satt inomhus 12 februari 1994 i Balingen, ett resultat han tangerade i Berlin 3 mars 1995. Även utomhus har han hoppat 2,36; det gjorde han på Bislett stadion i Oslo 1 juli 1997. Båda resultaten är fortfarande norska rekord.
Hoen som tävlade för Oslo-klubben IK Tjalve avslutade sin friidrottskarriär 2000. 

## Resultat
- IAAF Golden League/Grand Prix Final 1998 7:a 2,20
- VM 1997 4:a 2,32
- VM-inomhus 1997 8:a 2,25
- OS 1996  5:a 2,32
- VM 1995 4:a 2,35
- VM-inomhus 1995  4:a 2,32
- Grand Prix Final 1994 5:a 2,25
- VM 1993 7:a 2,25
- VM-inomhus 1993 9:a 2,24
- VM 1991 14:e 2,20

## Efter idrottskarriären
Etter idrottskarriären arbetade han flera år som aktiemäklare, men har nu sitt eget investeringsföretag. Hoen blev tävlingsledare för Bislett Games 2007. 
Hoen är också engagerad som ambassadör för OS 2018 i Tromsø.